# Franz Carl Anton Egloff
Franz Carl Anton Egloff (* 1. April 1679 in Baden; † 28. Juni 1741 in Innsbruck) war ein Schweizer Arzt, Professor sowie Rektor an der Universität Innsbruck.

## Leben
Franz Carl Anton Egloff (von Statthof) war ein Sohn des Franz Carl Egloff (von Statthof) aus Baden in der Schweiz. Der Namenszusatz von Statthof bezieht sich auf den international bekannten Kurgasthof, der von seinem Großvater erworben wurde und für Generationen im Familienbesitz war.
Er war verheiratet mit Maria Anna Grass von Grassegg (1676–1758), mit der er 11 Kinder hatte, darunter Franz Caspar Benedikt Egloff, der ebenfalls Medizin-Professor in Innsbruck wurde.

## Leistungen
Im Jahr 1716 übernahm Franz Carl Anton Egloff an der Universität Innsbruck das Lehramt für Anatomie, das er bis 1740 ausübte. Er war Hof-Medicus sowie dreimal Rektor und schrieb u. a. eine „Anthropologia Anatomica“, die als Standardwerk weitherum Anerkennung fand.
Im Jahr 1727 wurde er geadelt.

## Werke (Auswahl)
- Anthrōpologia anatōmikē, sive sermocinatio de corpore humano: eiusdemque omnium ac singularum partium anatomica descriptio (in lateinischer Sprache), Verlag Wagner; 1726
- Oratio Inauguralis Sive Moderni Bellicosi Europae Status Adumbratio (in lateinischer Sprache), Würzburg; 1734[2]
- Praerogativae Carinthiae antiquo-novae Calamo encomiaste descriptae (in lateinischer Sprache); 1734
- Genuina febris epidemicae, hic locorum grassantis adumbratio (in lateinischer Sprache); 1735
- Apologia arthritica, sive enarratio medica morbi articularis (in lateinischer Sprache); 1736